# جين إي. روبنسون
جين إي. روبنسون (بالإنجليزية: Gene E. Robinson)‏ هو عالم حيوانات وعالم حشرات أمريكي، ولد في 9 يناير 1955.